# Montorso Vicentino
Montorso Vicentino är en ort och kommun i provinsen Vicenza i regionen Veneto i Italien. Kommunen hade 3 079 invånare (2018).